# Live at Sweetwater
Live at Sweetwater è un album live degli Hot Tuna registrato nel 1992 a Mill Valley in California.  È il primo lavoro pubblicato con la Relix Records che ha poi curato la ristanpa di due precedenti lavori: Splashdown, Historic Live Tuna). Sono presenti, come ospiti, Bob Weir dei Grateful Dead e la cantante blues Maria Muldaur.
Nel 2004 la Eagle Records ha rimasterizzato l'album aggiungendovi quattro brani tratti dallo stesso concerto.

## Tracce

### Pubblicazione del 1992
1. Winin' Boy Blues (Jelly Roll Morton) – 5:07
2. Great Change (Rev. Gary Davis) – 3:15
3. Down and Out (Cox) – 3:17
4. Embryonic Journey (Jorma Kaukonen) – 2:16
5. Trouble in Mind (tradizionale) – 3:20
6. Bankrobber (Strummer, Jones, Campbell) – 4:30
7. I See the Light (Kaukonen) – 6:38
8. I'll Be There For You (Michael Falzarano, Kaukonen) – 3:38
9. I Belong to the Band (Davis) – 3:42
10. Maggie's Farm (Bob Dylan) – 6:10
11. Genesis (Kaukonen) – 5:20
12. Ice Age (Kaukonen) – 6:18
13. Pass the Snakes (Kaukonen, Falzarano) – 7:56

### Ristampa del 2004
1. Winin' Boy Blues (Jelly Roll Morton) – 5:06
2. Great Change (Rev. Gary Davis) – 3:06
3. Down and Out (Cox) – 3:16
4. I Know You Rider (tradizionale) – 4:41
5. Embryonic Journey (Jorma Kaukonen) – 2:18
6. Trouble in Mind (tradizionale) – 3:15
7. Bankrobber (Strummer, Jones, Campbell) – 4:30
8. I See the Light (Kaukonen) – 6:37
9. I'll Be There For You (Michael Falzarano, Kaukonen) – 3:13
10. True Religion (Kaukonen) – 4:37
11. I Belong to the Band (Davis) – 3:38
12. Maggie's Farm (Bob Dylan) – 5:59
13. That's Alright Mama (Arthur Crudup) – 2:26
14. Been So Long (Kaukonen) – 3:46
15. Genesis (Kaukonen) – 4:41
16. Ice Age (Kaukonen) – 6:18
17. Pass the Snakes (Kaukonen, Falzarano) – 5:52

## Formazione

### Gruppo
- Jorma Kaukonen – chitarra, voce, dobro, steel guitar
- Jack Casady – basso
- Michael Falzarano – chitarra ritmica, voce, mandolino, armonica a bocca

### Altri musicisti
- Maria Muldaur – voce
- Pete Sears – tastiere
- Bob Weir – chitarra ritmica, voce